# 熊本県道282号河内上津浦港線
熊本県道282号河内上津浦港線（くまもとけんどう282ごう かわちこうつうらこうせん）は、熊本県天草市を通る一般県道である。

## 概要

### 路線データ
- 起点：熊本県天草市栖本町河内（熊本県道34号松島馬場線交点）
- 終点：熊本県天草市有明町上津浦（国道324号交点）

## 地理

### 通過する自治体
- 天草市

### 交差する道路
| 交差する道路           | 交差する場所 | 交差する場所 |
| ---------------------- | ------------ | ------------ |
| 熊本県道34号松島馬場線 | 栖本町河内   | 起点         |
| 天草上島中央広域農道   | 有明町下津浦 |              |
| 国道324号              | 有明町上津浦 | 終点         |

### 沿線
- 天草市役所 下津浦出張所
- 天草市役所 上津浦出張所
- 上津浦港